# Otto Hultberg
Otto Hultberg (n. 14 noiembrie 1877, Kågeröd⁠(d), Malmöhus⁠(d), Suedia – d. 24 noiembrie 1954, Göteborg, Suedia) a fost un trăgător de tir ce a reprezentat Suedia, medaliat olimpic. A participat la o ediție a Jocurilor Olimpice (1924) în care a câștigat o medalie de argint.

## Participări
Lista de mai jos prezintă principalele competiții la care a participat Otto Hultberg de-a lungul carierei.
- shooting at the 1924 Summer Olympics – men's 100 metre team running deer, single shots[*]